# Kristinn Steindorsson
Kristinn Steindorsson (Reykjavík, Islandia, 29 de abril de 1990) es un futbolista Islandés. Juega de mediocampista y su equipo actual es el GIF Sundsvall de la Allsvenskan.

## Selección
| Selección             | Año           | PJ | Goles |
| --------------------- | ------------- | -- | ----- |
| Selección Sub-21      | 2011-2013     | 8  | 1     |
| Selección de Islandia | 2015-presente | 3  | 2     |

## Clubes
| Club             | País           | Año             | PJ | Goles |
| ---------------- | -------------- | --------------- | -- | ----- |
| Breiðablik UBK   | Islandia       | 2009 - 2011     | 66 | 8     |
| Halmstads BK     | Suecia         | 2012 - 2014     | 77 | 16    |
| Columbus Crew    | Estados Unidos | 2015            | 21 | 0     |
| GIF Sundsvall    | Suecia         | 2016 - 2017     | 41 | 0     |
| FH Hafnarfjörður | Islandia       | 2018 - 2019     | 28 | 0     |
| Breiðablik       | Islandia       | 2020 - presente | 16 | 8     |